# Dílesi
Dílesi är en ort i Grekland.   Den ligger i prefekturen Nomós Voiotías och regionen Grekiska fastlandet, i den sydöstra delen av landet, 40 km norr om huvudstaden Aten. Dílesi ligger 56 meter över havet och antalet invånare är 1 976.
Terrängen runt Dílesi är platt åt nordväst, men åt sydost är den kuperad. Havet är nära Dílesi åt nordost.Runt Dílesi är det ganska tätbefolkat, med 144 invånare per kvadratkilometer. Närmaste större samhälle är Chalkída, 15,2 km norr om Dílesi. Trakten runt Dílesi består till största delen av jordbruksmark.